# Пресненский (парк)
«Детский Парк „Пресненский“» (прежние названия — Детский парк Краснопреснеских ребят, Детский парк им. Павлика Морозова, Детский парк «Пресненский») — парк, расположенный на территории Центрального административного округа города Москвы, в районе Пресненский.

## История

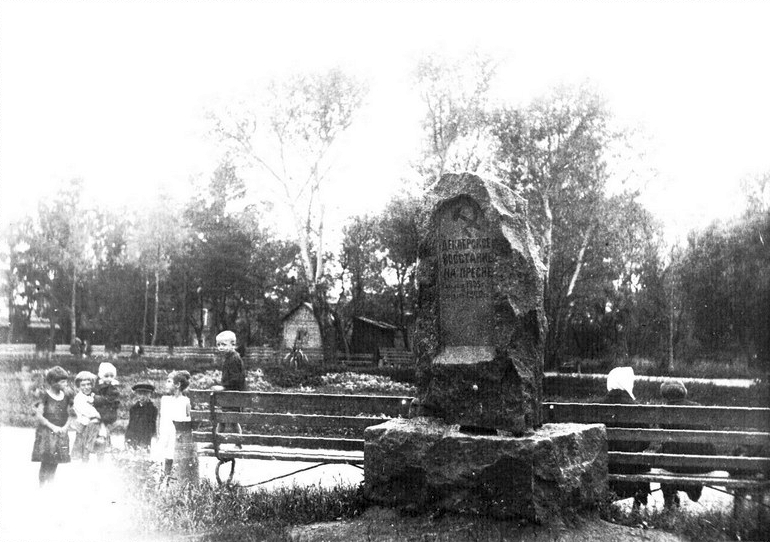
Памятник и сквер на месте сожженной в декабре 1905 г. мебельной фабрики Н. Шмита. 1930 год

На месте парка ранее находилась мебельная фабрика Н. Шмита, которая сгорела в 1905 году во время декабрьского восстания.
В 1936 году на месте нынешнего парка был создан «Детский парк Краснопреснеских ребят». Тогда здесь находились: эстрада, кукольный театр, цирк, стадион, аттракционы, а также библиотека и различные кружки (авиационный, фотографический и др.).
19 декабря 1948 года парк переименован в «Детский парк им. Павлика Морозова» и установлен памятник Павлику скульптора И. А. Рабиновича. 19 июля 1953 года открыт 50-метровый плавательный бассейн, в 1955 — «Дом пионеров» Краснопресненского района, в 1964 году — стрелковый тир. В 1978 году в связи со строительством здания Верховного Совета РСФСР (ныне Дом Правительства) территория парка подверглась реконструкции.
Решением исполкома Краснопресненского Совета народных депутатов Москвы от 6 сентября 1991 года № 2597 парк переименован в Детский парк «Пресненский», а с 1992 года стал учреждением дополнительного образования. В соответствии с приказом Департамента образования Москвы от 15 августа 2007 года переименован в Детский оздоровительно-образовательный центр «Парк Пресненский». Рядом с центром расположены ЦО № 2030, а также школы № 1241 и 87, учащиеся которых в основном и занимаются в кружках и секциях парка.
Кроме того на территории парка есть небольшая деревянная часовня Воздвижения Честного и Животворящего Креста Господня в память о трагических событиях 1993 года, установленная в 1996 году.

## Современное состояние
В Пресненском парке работает один из лучших в Центральном округе шахматно-шашечный клуб, в котором проводятся окружные и городские массовые детские соревнования. В спортивном зале центра проводятся соревнования по футболу, баскетболу, настольному теннису, кроме того зал оснащён зеркалами и тренажёрами для занятий по спортивной аэробике. В компьютерном центре ведётся работа по обучению основам информационных технологий и программирования.
Здесь занимаются дети в возрасте от 5 до 19 лет в внеучебное время. В парке реализуются образовательные программы в физкультурно-спортивной, научно-технической, эколого-биологической, художественной, культурологической и досуговой областях. Всего работают 47 детских объединений, в которых занимаются 700 детей.
На время школьных каникул учреждение становится площадкой для организации отдыха школьников, проводятся спортивные игры, турниры, соревнования, эстафеты, праздники для детей и их родителей.
С 1 ноября 2012 года учреждение было объединено с ГБОУ ДЮЦ «Пресня» в Государственное бюджетное образовательное учреждение дополнительного образования города Москвы «Центр развития творчества детей и юношества „Пресня“».
В 2017 году в парке прошли работы по благоустройству, в результате которых территория была разделена на несколько функциональных зон. Была обновлена дорожно-тропиночная сеть, заменены скамейки, фонари и другие малые архитектурные формы. Для детей построена современная игровая площадка с подиумным комплексом. Часть парка приспособлена для проведения массовых мероприятий.

## Галерея
Шахматные фигуры и поле в детском парке «Пресненский»:

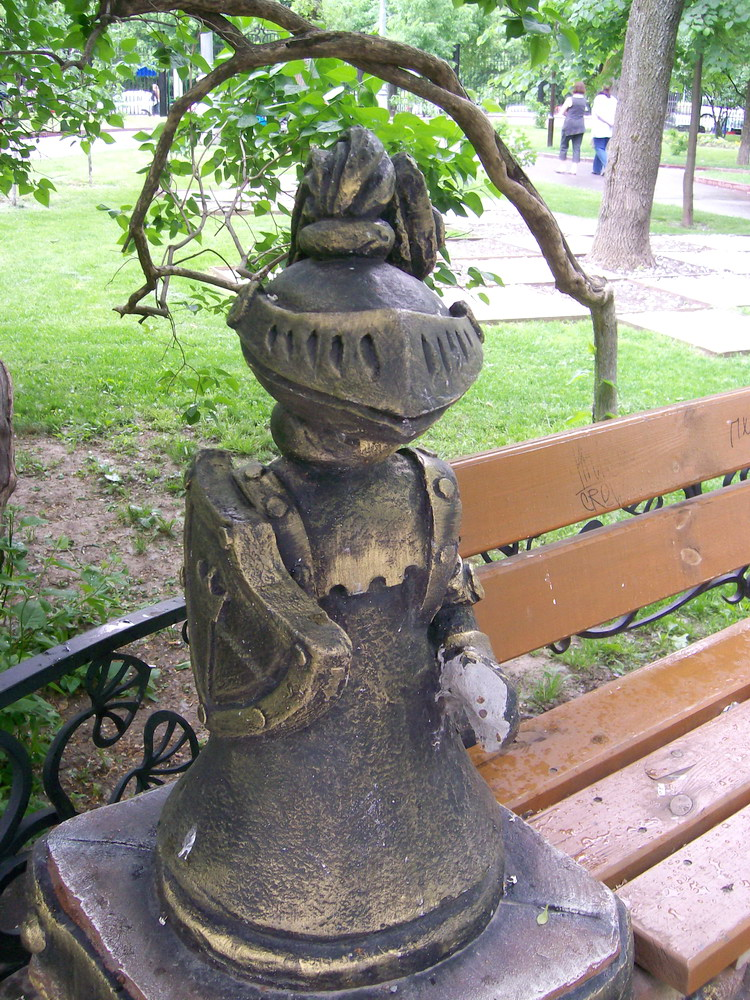
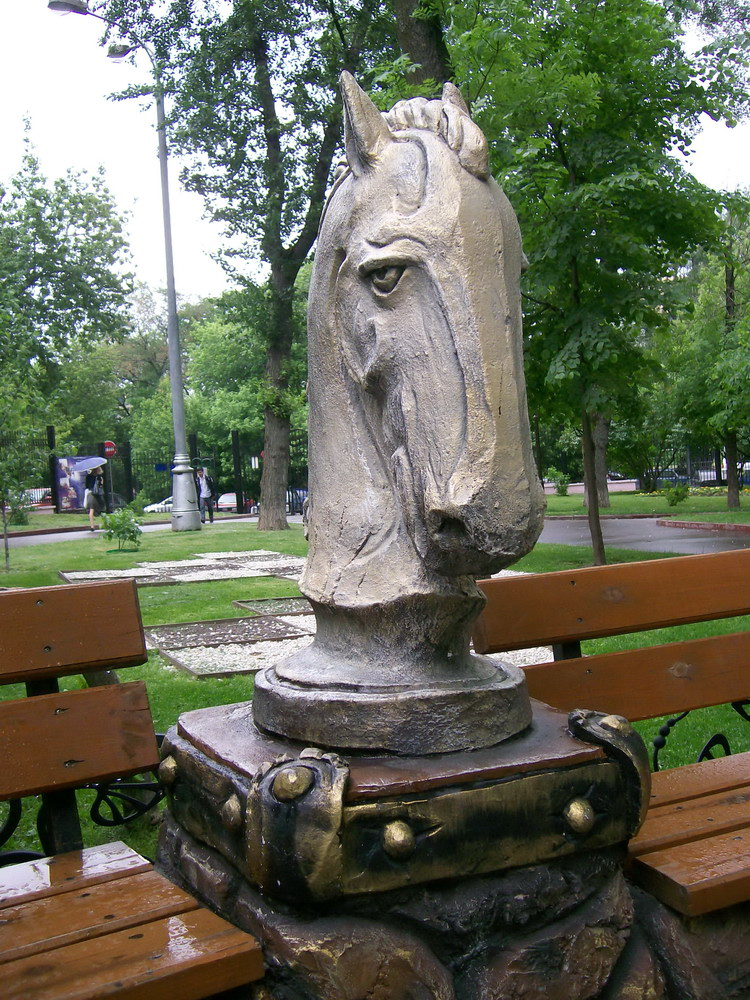
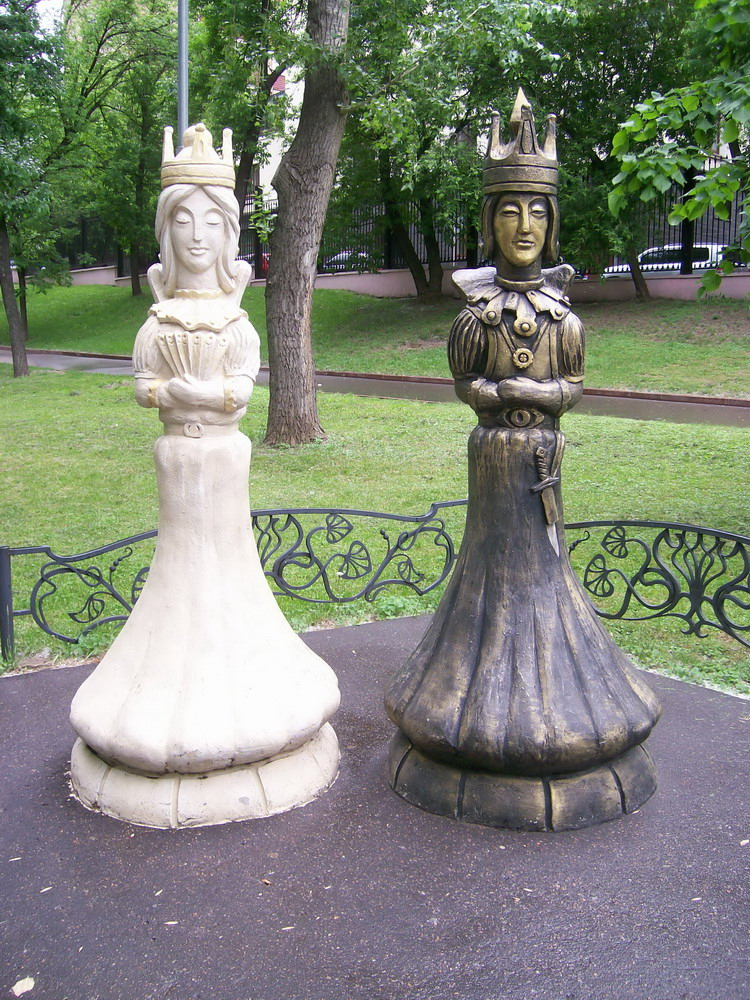
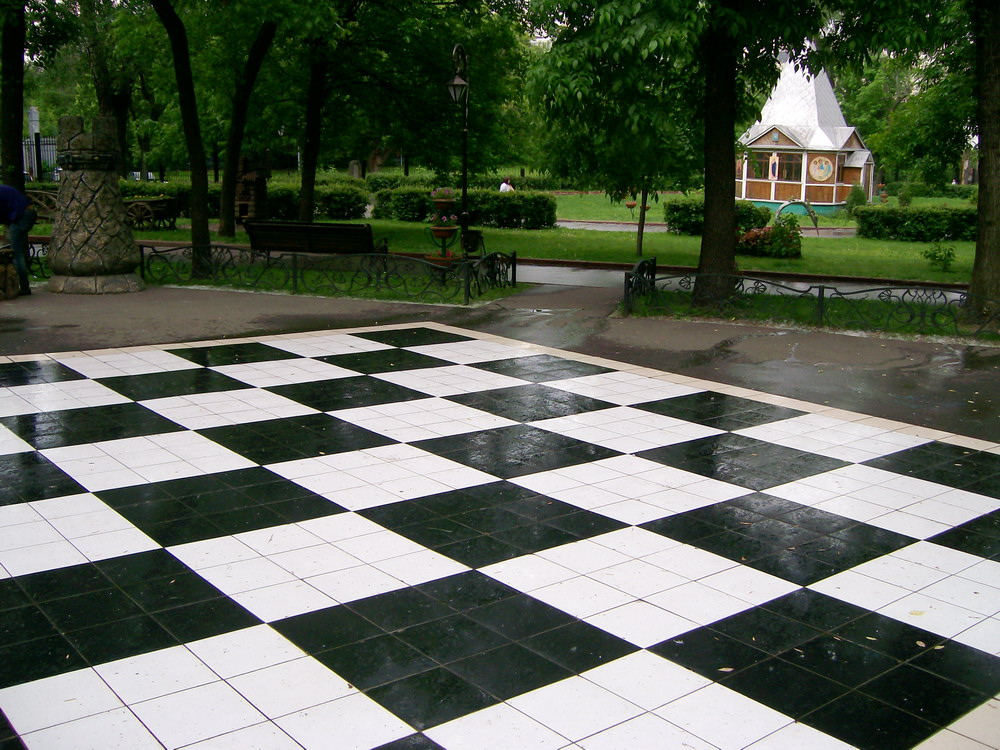